# Olivenebula monticola
Olivenebula monticola là một loài bướm đêm trong họ Noctuidae.

## Hình ảnh

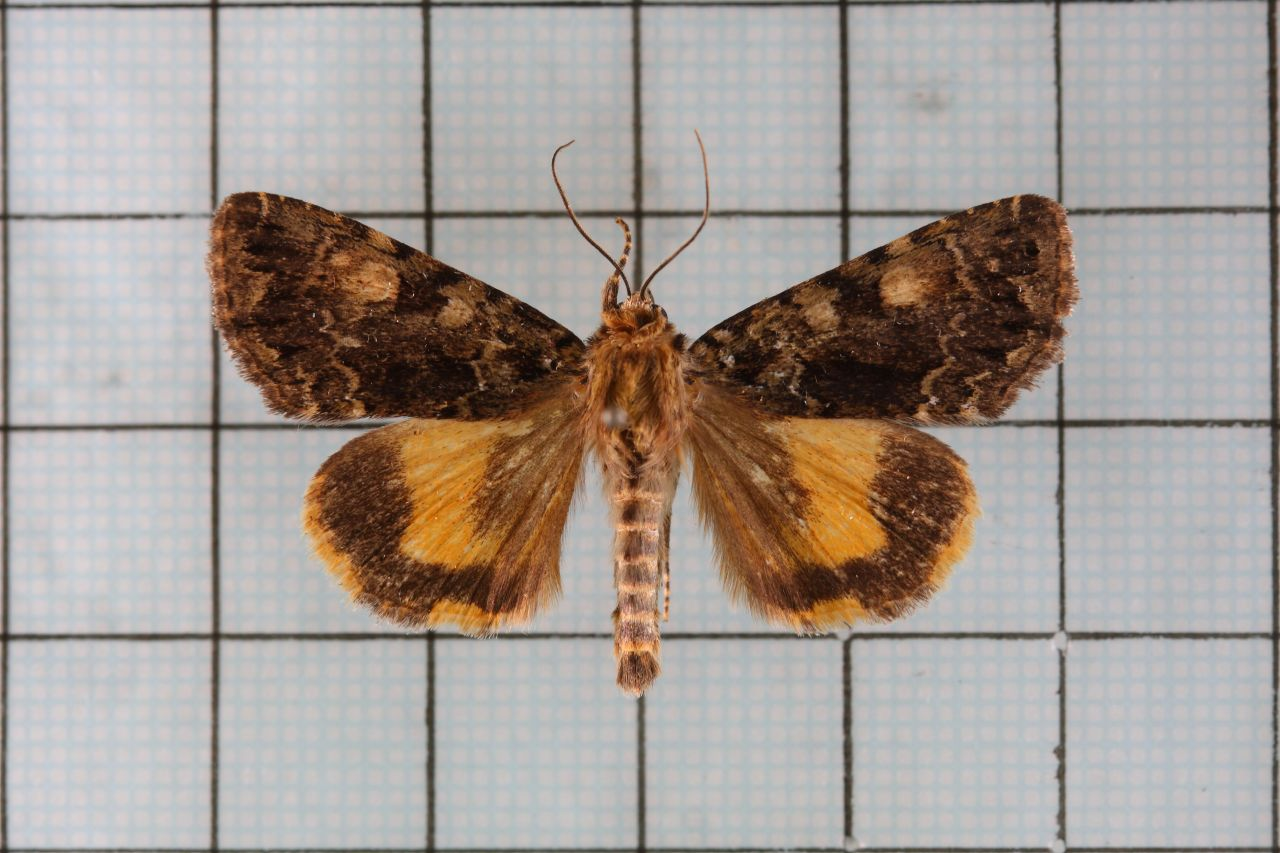
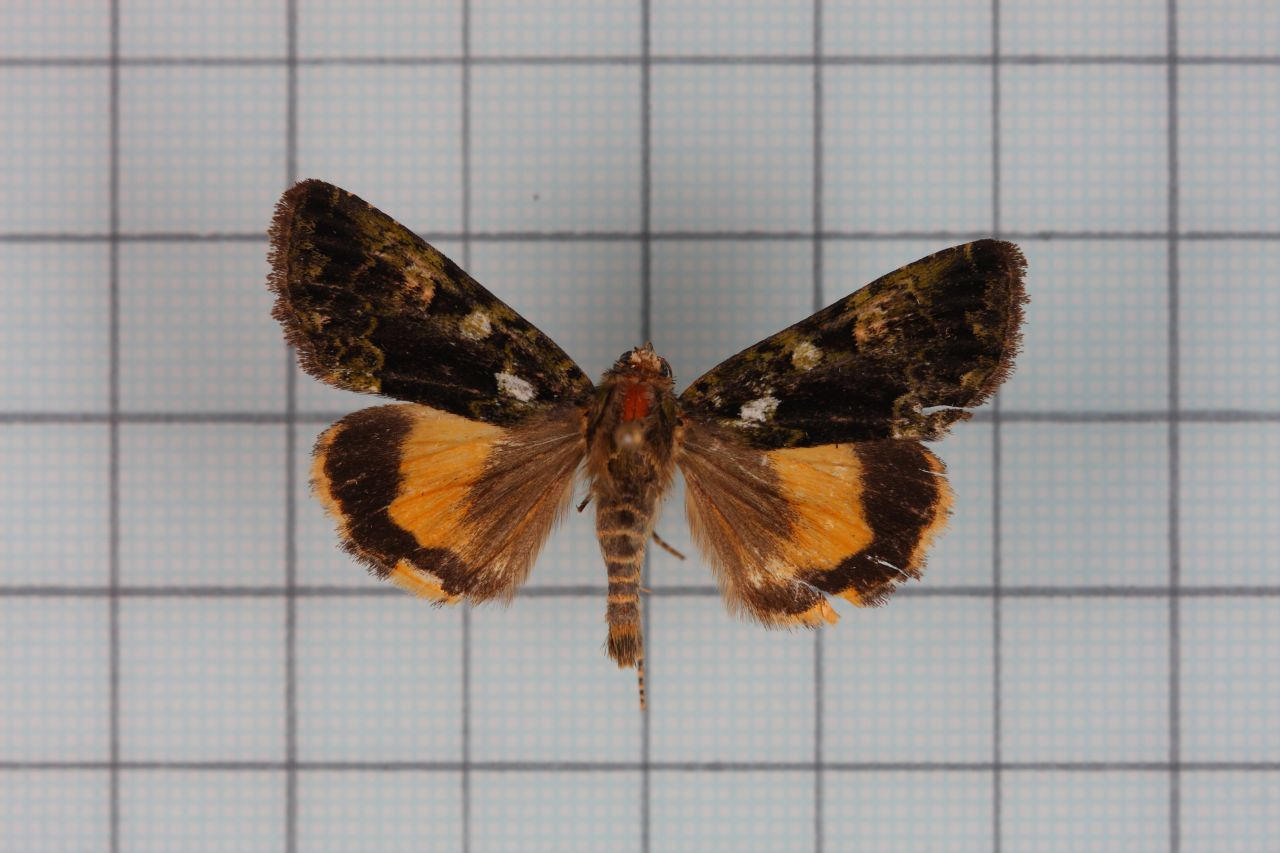
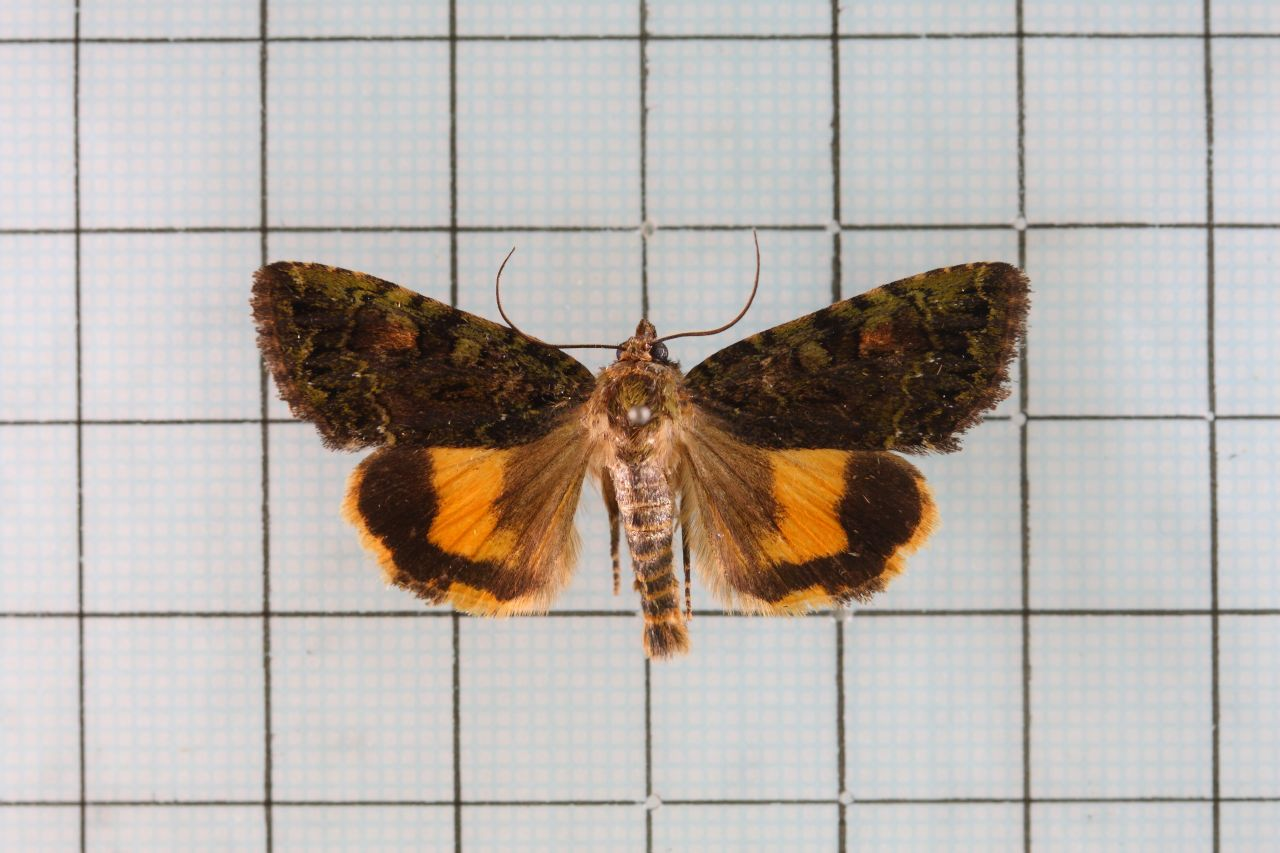